# Jmulti
JMulTi är ett interaktivt datorprogram för ekonometri, specialiserat på univariat och multivariat tidsserieanalys. Det har ett Java-baserat grafiskt användargränssnitt. 